# 麦生本源氏物語
麦生本源氏物語（むにゅうぼんげんじものがたり）は、別本の本文を持ち、室町時代末期（1546年（天文15年））の成立と見られる源氏物語の写本である。現在44巻44冊が天理大学天理図書館に所蔵されている。

## 概要
比較的揃った古伝本系の別本を持つ写本として陽明文庫本、国冬本、御物本、保坂本等と並んで名前を挙げられる写本である。源氏物語大成研究編の説明には26帖とあり、26帖のみが校異に採用されているが、現在天理図書館に現存するのは44巻44冊であり、明治時代末期の近藤清石による書写本が44巻9冊であることから、池田亀鑑の元にあった時期を含めて少なくとも近藤清石以後は44冊がまとまって伝来していると考えられる。帚木、末摘花、賢木、蛍、若菜上、若菜下、総角、宿木、東屋、手習が欠けている。各巻末に「天文十五年書之　主麦生鑑綱筆」との記述を持つことから「天文十五年奥書」本あるいは近藤清石以来麦生鑑綱による一筆本と考えられ「麦生本」と呼ばれてきたが、天理図書館の司書である岡嶌偉久子の調査によって本写本は似てはいるものの筆跡の異なる複数の人物の手になる写本であることが明らかになった。これまで麦生鑑綱筆本の根拠とされてきた「主麦生鑑綱筆」との記述は現在では麦生鑑綱のために書かれたことを意味する記述であると考えられている。

## 伝来
本写本の最初の所有者である麦生鑑綱（むにゅう あきつな）は、九州のキリシタン大名としても有名な戦国大名大友義鎮（大友宗麟）の有力家臣南志賀家の当主（一族）である。麦生鑑綱は生涯を戦いの中に明け暮れた戦国武将の一人であり、大友氏が衰退していく中で大友と対立していた島津氏に寝返り最終的には自刃して果てたとされる。天文十五年は麦生鑑綱が20歳の年にあたる。その後本写本がどのような運命をたどったのかは不明である。現存する写本には山口県都濃郡富田の人「石田義智」（通称順作）の旧蔵とされ、「周芳国都怒郡富田郷石田義知文庫印」が押されている。この他に岡本勇蔵の蔵書印と見られる「幾久迺舎」も押されている。
1909年（明治42年）本写本は山口県の史家近藤清石の所蔵となる。近藤清石は本写本が当時の流布本（青表紙本）とも、また本居宣長によって『源氏物語玉の小櫛』で示された河内本の異文とも異なる点の多い特異な写本であることを知り、1910年（明治43年）1月31日から翌年5月6日にかけて本写本全巻を書写しており、このとき写された写本は山口県立図書館の近藤清石文庫に現存している。この時点で近藤清石によって「麦生本」と呼ばれるようになっている。昭和初期に阿里莫本と相前後して東京の古書籍商の元に現れ池田亀鑑の元に入り、校異源氏物語（源氏物語大成校異編）に写本記号
「麦」として26帖の校異が取られた。当時池田が作成した目録には本写本が「天文十五年奥書本」として「河内本系統の諸本」、「青表紙系統の諸本」、「青表紙・河内本以外の系統の諸本」の三ヶ所に掲載されている。その後戦時中に阿里莫本とともに行方不明になったとされたが、戦後古書籍商である弘文荘反町茂雄の手を経て天理図書館に入り現在も天理図書館の所蔵となっている。

## 本文
池田亀鑑は『源氏物語に関する展観書目録』では本写本を「天文十五年奥書本」として「河内本系統の諸本」、「青表紙系統の諸本」、「青表紙・河内本以外の系統の諸本」の三ヶ所に掲載しており、本写本を全体としては複数系統の本文を合わせ持った「取り合わせ本」であると認識していたと考えられる。また池田は『源氏物語大成研究編』では本写本を阿里莫本とともに別本の中でも「注釈的意図を持って扱われた写本」の「傾向を持つかもしれない」としているが、その根拠は不明である。岡嶌偉久子は、巻によって本文の性格は様々に異なり、澪標などは青表紙本であるとする一方別本の中でも巻によって陽明文庫本に近い本文を持つ巻や国冬本に近い本文を持つ巻を持っているとしている。
池田亀鑑によって別本の対校本として校異源氏物語（源氏物語大成校異編）に採用された巻は桐壺、空蝉、薄雲、少女、玉鬘、初音、胡蝶、野分、行幸、真木柱、梅枝、藤裏葉、柏木、横笛、鈴虫、夕霧、御法、幻、匂宮、紅梅、竹河、橋姫、早蕨、浮舟、夢浮橋であり、現存するにもかかわらず対校本として採用されなかった巻は夕顔、若紫、紅葉賀、花宴、葵、花散里、須磨、明石、澪標、関屋、絵合、松風、朝顔、常夏、篝火、藤袴、椎本になる。岡嶌偉久子の分析によると、池田亀鑑が校異源氏物語において本写本を対校本文として採用しなかった巻は、ほぼ純粋な青表紙本や河内本であると見られる本文を持つ巻の他に、どちらかといえば別本であるとはいえるものの、青表紙本や河内本に近く、これらとの混態を示す別本に属すると考えられる巻も除かれているという。
現在までのところ、本写本単独では影印本や翻刻本は作成されていないものの、校異源氏物語及び源氏物語大成校異編において池田亀鑑が別本であると判断した巻26帖が対校本文に採用されており、また『源氏物語別本集成』では底本に採用されている陽明文庫本が別本でないとして外された巻のうち紅葉賀、花宴、明石、絵合、松風、初音、藤袴については本写本が底本に採用されており、その他の巻では対校本として採用されており、現存44帖全部を確認することが出来る。

### 類似した本文を持つ写本
以下のような本写本と近い本文を持った写本の存在することが指摘されている。
- 阿里莫本[8]
阿里莫本源氏物語は、阿里莫神社旧蔵とされる源氏物語の写本で、本写本と同じく別本を多く含む取り合わせ本であり、本写本と相前後して現れ共に一時期池田亀鑑の手にあって校異源氏物語（源氏物語大成）に校異が一部取られた後池田亀鑑のもとを離れて、現在は天理図書館の所蔵する写本である。阿里莫本と麦生本とは成立時期も離れておりどちらかがどちらかを写したものであるなどといった直接の関係は無いものの、同じ祖本から出たと見られる程度には近い関係にあると見られる本文を持っている。
- 中京大学本[9]
現在中京大学に所蔵されている若菜上下、橋姫、総角、早蕨の5帖のみ現存する五冊本源氏物語の本文と本麦生本源氏物語の本文とは、上記阿里莫本源氏物語よりもさらに近い関係にあり、五冊中四冊の筆跡は本写本の一部を写している人物と同一人物と見られるなどの点から見て直接の書写関係または同一の本から書写された関係にある写本であると考えられている。なお、中京大学にはこの別本の本文を持つ五冊本のほかに「大島河内本」や「中京大学河内本」とも呼ばれている54冊からなる源氏物語大成に大島本の名称で校異が収録されている河内本の本文を持った大島雅太郎旧蔵本もあり、これも「中京大学本源氏物語」と呼ばれることがある[10][11]。